# SuperFetch
SuperFetch is een onderdeel van Windows-besturingssystemen dat bijhoudt welke programma's het meest gebruikt worden en wanneer deze gebruikt worden en deze laadt in het geheugen, waardoor zij sneller gestart kunnen worden. Op momenten dat de computer minder actief gebruikt wordt, zal Windows bepaalde achtergrondtaken, zoals back-upprogramma's en virusscans, uitvoeren. Deze programma's kunnen geheugen gebruiken dat eerst gebruikt werd door programma's van de gebruiker. SuperFetch voorkomt situaties waarin het draaien van een achtergrondprogramma recentelijk gebruikte gegevens wegzet naar de harde schijf of weghaalt uit het geheugen, wat voor lange vertragingen zorgt wanneer de gebruiker de computer opnieuw gaat gebruiken na een periode waarin deze niet gebruikt werd.
Alhoewel de noodzakelijke bestanden standaard in het geheugen worden geladen, heeft Windows de mogelijkheid alternatieve opslagbronnen te gebruiken, zoals USB-sticks, die vaak sneller kunnen zijn dan een harde schijf (maar minder snel dan RAM). Op deze manier is er meer van het interne geheugen beschikbaar.
SuperFetch werd geïntroduceerd in Windows Vista (als opvolger van Prefetch in Windows XP) en is ook onderdeel van de latere besturingssystemen Windows 7, Windows 8 en Windows 10.